# Atletica leggera ai Giochi della XVIII Olimpiade - Salto in alto maschile
La competizione del salto in alto maschile di atletica leggera ai Giochi della XVIII Olimpiade si è disputata nei giorni 20 e 21 ottobre 1964 allo Stadio Nazionale di Tokyo.

## L'eccellenza mondiale
| Campione olimpico 1960   | 2,16      | Robert Šavlakadze | Presente |
| Campione europeo 1962    | 2,21      | Valerij Brumel'   | Presente |
| Primatista mondiale      | 2,28 1963 | Valerij Brumel'   | Presente |
| Vincitore dei Trials USA | 2,08      | Edward Caruthers  | Presente |

## Risultati

### Turno eliminatorio
Qualificazione2,06 m
Ben 20 atleti raggiungono la misura richiesta.

| Pos | Atleta                    | Nazione          | Salti | Salti | Salti | Salti | Salti |
| Pos | Atleta                    | Nazione          | 1,90  | 1,95  | 2,00  | 2,03  | 2,06  |
| --- | ------------------------- | ---------------- | ----- | ----- | ----- | ----- | ----- |
| 1   | Henri Elendé              | Rep. del Congo   | o     | -     | o     | -     | o     |
| 1   | Robert Šavlakadze         | Unione Sovietica | -     | -     | o     | o     | o     |
| 1   | Mahamat Idriss            | Ciad             | -     | o     | o     | o     | o     |
| 1   | Edward Czernik            | Polonia          | -     | o     | o     | o     | o     |
| 1   | Valeriy Skvortsov         | Unione Sovietica | -     | o     | o     | o     | o     |
| 6   | Ed Caruthers              | Stati Uniti      | o     | xo    | o     | o     | o     |
| 6   | John Curtis Thomas        | Stati Uniti      | -     | -     | xo    | o     | o     |
| 6   | Mauro Bogliatto           | Italia           | -     | o     | o     | xo    | o     |
| 6   | John Rambo                | Stati Uniti      | o     | o     | o     | xo    | o     |
| 6   | Lawrie Peckham            | Australia        | o     | o     | o     | xo    | o     |
| 11  | Evgeni Yordanov           | Bulgaria         | o     | xo    | xo    | o     | o     |
| 11  | Valerij Brumel'           | Unione Sovietica | -     | -     | o     | xxo   | o     |
| 13  | Stig Pettersson           | Svezia           | -     | o     | o     | o     | xo    |
| 14  | Tony Sneazwell            | Australia        | -     | xo    | o     | o     | xo    |
| 14  | Kjell-Åke Nilsson         | Svezia           | -     | o     | xo    | o     | xo    |
| 14  | Wolfgang Schillkowski     | Germania         | o     | o     | o     | xo    | xo    |
| 17  | Samuel Igun               | Nigeria          | o     | o     | xo    | xo    | xo    |
| 18  | Rudi Köppen               | Germania         | -     | xo    | o     | xxo   | xo    |
| 19  | Ralf Drecoll              | Germania         | o     | o     | o     | o     | xxo   |
| 20  | Gordon Miller             | Gran Bretagna    | o     | o     | xxo   | xo    | xxo   |
| 21  | Luis María Garriga        | Spagna           | o     | o     | o     | xxo   | xxx   |
| 22  | Henrik Hellén             | Finlandia        | o     | o     | o     | xxx   |       |
| 22  | Robert Sainte-Rose        | Francia          | o     | o     | o     | xxx   |       |
| 24  | Kuniyoshi Sugioka         | Giappone         | o     | xo    | o     | xxx   |       |
| 25  | Jón Ólafsson              | Islanda          | o     | o     | xo    | xxx   |       |
| 26  | Kinya Miyazaki            | Giappone         | o     | -     | xxx   |       |       |
| 27  | Roberto Abugattas         | Perù             | o     | xo    | xxx   |       |       |
| 28  | Kateseperswasdi Bhakdikul | Thailandia       | xxx   |       |       |       |       |

### Finale
Il grande favorito è il sovietico Brumel'. Dal 1961 ha migliorato il record mondiale non meno di sei volte, portandolo da 2,23 a 2,28.

In qualificazione passa un brutto quarto d'ora: sbaglia i primi due tentativi a 2,06, poi rimedia al terzo.

In finale il suo rivale principale è lo statunitense Thomas, che cerca la rivincita di Roma 1960. La gara è dominata da tre atleti: Brumel', Thomas e l'altro statunitense Rambo. Giungono tutti e tre fino a 2,16, quando Brumel valica l'asticella al primo salto, Thomas al secondo e Rambo al terzo.

A 2,18 Brumel' e Thomas vanno su entrambi alla prima prova: è il nuovo record olimpico. Rambo invece esce dalla lotta. Dopo cinque ore di gara, i due rimasti in gara falliscono i 2 metri e 20. Vince Brumel' per il minor numero di errori.

Solo quinto il campione olimpico uscente, Robert Šavlakadze. Si classifica ottavo il vincitore dei Trials, Ed Caruthers.
| Pos     | Atleta                | Età | Nazione          | Salti | Salti | Salti | Salti | Salti | Salti | Salti | Salti | Salti | Salti | Salti | Misura |
| Pos     | Atleta                | Età | Nazione          | 1,90  | 1,95  | 2,00  | 2,03  | 2,06  | 2,09  | 2,12  | 2,14  | 2,16  | 2,18  | 2,20  | Misura |
| ------- | --------------------- | --- | ---------------- | ----- | ----- | ----- | ----- | ----- | ----- | ----- | ----- | ----- | ----- | ----- | ------ |
| Oro     | Valerij Brumel'       | 22  | Unione Sovietica | -     | -     | o     | o     | o     | o     | o     | xxo   | o     | o     | xxx   | 2,18   |
| Argento | John Thomas           | 23  | Stati Uniti      | -     | -     | o     | o     | o     | o     | xo    | xxo   | xo    | o     | xxx   | 2,18   |
| Bronzo  | John Rambo            | 21  | Stati Uniti      | -     | -     | o     | o     | o     | o     | xo    | o     | xxo   | xxx   |       | 2,16   |
| 4       | Stig Pettersson       | 29  | Svezia           | -     | -     | o     | -     | o     | o     | xo    | xo    | xxx   |       |       | 2,14   |
| 5       | Robert Šavlakadze     | 31  | Unione Sovietica | -     | -     | -     | o     | o     | o     | o     | xxo   | xxx   |       |       | 2,14   |
| 6       | Ralf Drecoll          | 20  | Germania         | -     | o     | o     | o     | o     | o     | xxx   |       |       |       |       | 2,09   |
| 6       | Kjell-Åke Nilsson     | 22  | Svezia           | -     | o     | o     | o     | o     | o     | xxx   |       |       |       |       | 2,09   |
| 8       | Ed Caruthers          | 19  | Stati Uniti      | -     | -     | o     | o     | xo    | o     | xxx   |       |       |       |       | 2,09   |
| 9       | Mahamat Idriss        | 22  | Ciad             | -     | -     | o     | o     | o     | xo    | xxx   |       |       |       |       | 2,09   |
| 10      | Lawrie Peckham        | 20  | Australia        | o     | o     | o     | o     | o     | xo    | xxx   |       |       |       |       | 2,09   |
| 11      | Edward Czernik        | 24  | Polonia          | -     | -     | o     | -     | o     | x-    | xx    |       |       |       |       | 2,06   |
| 12      | Evgeni Yordanov       | 24  | Bulgaria         | -     | o     | o     | o     | o     | xxx   |       |       |       |       |       | 2,06   |
| 13      | Tony Sneazwell        | 22  | Australia        | -     | xo    | o     | xxo   | o     | xxx   |       |       |       |       |       | 2,06   |
| 14      | Valeriy Skvortsov     | 19  | Unione Sovietica | -     | o     | o     | o     | xo    | xxx   |       |       |       |       |       | 2,06   |
| 15      | Samuel Igun           | 26  | Nigeria          | o     | o     | o     | o     | xo    | xxx   |       |       |       |       |       | 2,06   |
| 16      | Mauro Bogliatto       | 21  | Italia           | -     | xo    | o     | o     | xo    | xxx   |       |       |       |       |       | 2,06   |
| 17      | Wolfgang Schillkowski | 22  | Germania         | o     | o     | o     | o     | xxo   | xxx   |       |       |       |       |       | 2,06   |
| 18      | Gordon Miller         | 25  | Gran Bretagna    | o     | o     | o     | o     | xxx   |       |       |       |       |       |       | 2,03   |
| 19      | Rudi Köppen           | 21  | Germania         | o     | o     | xo    | xxx   |       |       |       |       |       |       |       | 2,00   |
| 20      | Henri Elendé          | 23  | Rep. del Congo   | o     | -     | xxx   | xxx   |       |       |       |       |       |       |       | 1,90   |

Il 7 ottobre 1965 Brumel incorrerà in un grave incidente stradale che lo metterà fuori gioco per ben quattro anni. Non potrà quindi difendere l'oro a Città del Messico.